# 龔心銘
龔心銘（?—?），安徽省廬州府合肥縣人，祖籍江西臨川，清朝政治人物、收藏家，進士出身。父親是曾任大清出使英國欽差大臣的龔照瑗。龔心銘以收藏國寶商鞅方升及印子金聞名收藏界。文化大革命中上海博物館從其子龔安東手中將商鞅方升收入館藏。
光緒十八年（1892年），参加光緒壬辰科殿試，登進士二甲92名。同年五月，改翰林院庶吉士。光緒二十九年四月，散館，著以部属用。

## 延伸阅读
[在维基数据编辑]
 《海上名人傳·龔景張》，出自《海上名人傳》